# 三千里 (1929年創刊の雑誌)
『三千里』（さんぜんり、삼천리、サムチョンリ）は、日本統治時代の1929年6月から、当時の朝鮮京城府で発行された、趣味や時事を中心とした月刊総合雑誌。金東煥、金東仁、李光洙、廉想渉、鄭芝溶、羅蕙錫、金一葉、張勉らが執筆陣に参加していた。
趣味中心の娯楽誌ながら、低俗ではなく、当時、開闢社（개벽사）が発行していた『別乾坤 (별건곤)』とともに、名の知られた大衆雑誌として流行した。 政治、社会、趣味、歴史、時事など各分野に関する多様な文を収録して、紹介し、市中の隠語や卑俗語、女性運動、朝鮮独立運動についても幅広く紹介するなど好意的だった。出版統制が強化される中で、1942年3月に『大東亜 (대동아)』と誌名を変えて刊行を続けたが、同年7月に廃刊となった。

## 概要

### 創刊
1929年6月12日に創刊されたこの総合誌は、編集兼発行人が金東煥で、発行は三千里社であった。創刊時には、
1. とりわけ値段が安い雑誌を作る (훨씬 값이 싼 잡지를 만들자)
2. 誰でも読め、また捨てる記事がない雑誌を作る (누구든지 볼 수 있고 또 버릴 기사라고는 없는 잡지를 만들자)
3. 民衆に利益になる良い雑誌を作る (민중에게 이익이 되는 좋은 잡지를 만들자)

と社告に掲げた。
体裁は、概ねA5判、50ページであったが、創刊号はB5判、70ページであり、時には月刊や隔週刊になったり判型をB4判、A5判などに変えながら刊行を続けた。趣味中心の雑誌であったが、低俗な趣味に堕すことはなく、おもにゴシップ欄に重点を置いて、読者の好奇心を満たすような特ダネをしばしば掴み、時を置かず紙面に反映させた。
発行兼編集者は金東煥で、李光洙、金東仁などは常連執筆陣であり編集の一部も受け持った。創刊号には韓龍雲、李光洙、李殷相、朴八陽、沈熏の詩や、廉想渉の小説、さらに安在鴻、洪命熹、申興雨、文一平らの論文も載った。自由な主題を扱う李光洙のような自由恋愛論者から、鄭芝溶、張勉らカトリック系の人々や、プロテスタント系の人々などによって、多様な主が幅広く参加した多様な執筆陣によって取り上げられた。

### 知識人と青年層の雑誌
金東煥、金東仁、李光洙、廉想渉、鄭芝溶、羅蕙錫、金一葉、沈熏、張勉、韓龍雲らは、名が知られた執筆陣であり、当時、国内の波とされた知識人たちが参加した。
性談義や市中の隠語も紹介、言及する一面を見せながらも低俗でなく、知識人や多様な青年層にも好評を得た。『三千里』は当時の政治、時事、社会文化、家庭などに対する話題を幅広く扱った。文一平、安在鴻、張道斌、鄭寅普などの歴史関連コラムや論文も掲載された。また、自由主義、西欧思想の紹介、女性運動や性解放談論に対しても好意的な論調を見せて羅蕙錫、金一葉、許貞淑らもたびたび執筆者として文を投稿した。一方では、女性運動や性解放論に好意を見せながらも、他方では女性運動家たちの自由恋愛に関しても私生活を中心に報道した。
また、文壇の中堅作家による文芸講座をはじめ、数人が執筆した小説やその他の作品を書く方法などに関する簡単な紹介、金東仁の「춘원연구（春園研究）」（春園は李光洙の号の一つ）、様々な中堅作家の作品年代表などは、文学史上よく知れ渡っている。韓国現代文学に及ぼした功労も相当にあるともされる。
初期には大都市の知識層や青年層が読者となり、1930年代以後には地方の中小都市の知識人や若年層にも広がった。野史（在野の民間人によって書かれた歴史）、時事、歴史、女性運動、趣味記事、恋愛問題などを素材にした記事も多数掲載し、朝鮮全域で1万部から2万部以上の販売部数をあげ、『別乾坤』と部数を競うこともあった。1934年当時の部数として、『三千里』、『別乾坤』とも6,000部とする資料もある。

### 統制と廃刊
『三千里』は、日本統治時代の朝鮮における朝鮮人の独立運動にも好意を見せることがあった。当時の社会としては低俗と思われた性談義や市中の隠語、卑俗語等も淡々と紹介したので、朝鮮総督府学務局や検閲当局の統制をあまり受けなかったともいう。それでも、日本統治下の苛酷な言論統制による検閲で何度も原稿の押収と削除などに遭い、韓龍雲の「당시의 추억（当時の思い出）」、宋鎮禹の「세계를 향하여（世界に向かって）」などは押収され、朱耀翰の「세계의 거인 장개석（世界の巨人蔣介石）などは日本の敵国である中華民国の指導者を称賛したという理由で、薛義植の「인도시성 타고르 회견기（インドの詩聖タゴール会見記）」は日本の同盟国であるイギリスに抵抗する要人の称賛および朝鮮独立運動鼓吹などの理由で押収された。他にも「민족문학과 무산문학의 합치점과 차이점（民族文学と無産文学の合致点と差異点）」などの文章なども全部掲載することはできなかった。
『三千里』は、次第に現実と妥協して1937年以後には親日的な論説も掲載した。その後、出版統制に応じる形で、1942年3月に出た14巻第3号から『大東亜』と誌名を変えたが（3月に社名が大東亜社となり、5月号から『大東亜』と誌名を変えたともいう）、7月号をもって廃刊した。